# SMBC Aviation Capital
Die SMBC Aviation Capital ist ein Anbieter im Bereich Flugzeug-Leasing und wurde im Jahr 2001 gegründet. Das Unternehmen erzielte im Jahr 2017 mit 160 Mitarbeitern einen Umsatz von 1,162 Mrd. US-Dollar sowie einen Gewinn von 346 Mio. US-Dollar. Der Unternehmenssitz ist Dublin, Irland.

## Geschichte
Im Jahr 2001 übernahm die Royal Bank of Scotland den Leasinganbieter International Aviation Management Group, welcher anschließend in Lombard Aviation Capital umbenannt wurde.
Bereits im Jahr 2003 verwaltete das Unternehmen 100 Flugzeuge, 2008 waren es insgesamt 300 eigene Flugzeuge. Heute besteht die Flotte aus 670 Flugzeugen.
2004 erfolgte die Umbenennung in RBS Aviation Capital.
Im Jahr 2012 wurde RBS Aviation Capital durch ein japanisches Konsortium, bestehend aus der Sumitomo Mitsui Financial Group und der Sumitomo Corporation für 7,3 Mrd. US-Dollar übernommen und erhielt ihren heutigen Namen.
Mehrmals ist SMBC Aviation Capital in der Öffentlichkeit als Käufer großer Flugzeug-Bestellungen aufgetreten. So wurde auf der Farnborough International Airshow im Jahr 2014 eine Bestellung über 115 Airbus-A320 getätigt, im gleichen Jahr bestellte das Unternehmen 80 Boeing 737MAX.

## Flotte
Mit Stand Dezember 2023 gehörten SMBC weltweit 711 Flugzeuge bei über 271 offenen Bestellungen:
| Flugzeugtyp      | Anzahl |
| ---------------- | ------ |
| Airbus A320-200  | 120    |
| Airbus A321-200  | 45     |
| Airbus A320neo   | 143    |
| Airbus A321neo   | 82     |
| Airbus A350-900  | 15     |
| Airbus A350-1000 | 7      |
| Boeing 737-800   | 161    |
| Boeing 737 Max   | 80     |
| Boeing 787-8     | 16     |
| Boeing 787-9     | 19     |
| Sonstige         | 22     |
| Total            | 710    |

## Kunden
Kunden der SMBC Aviation Capital
sind u. a.:
- All Nippon Airways
- Avianca
- Air China
- Air France
- British Airways
- easyJet
- Etihad Airways
- Flybondi
- KLM Royal Dutch Airlines
- Korean Air
- Philippine Airlines
- Qantas Airways
- United Airlines
- Lufthansa